# Châtillon-en-Michaille
Châtillon-en-Michaille korábbi község (település) Franciaországban, Ain megyében. 2019. január 1-jén Bellegarde-sur-Valserine és Lancrans községgel egyesült és Valserhône új község része lett.
Lakosainak száma 3923 fő (2018. január 1.). Châtillon-en-Michaille Bellegarde-sur-Valserine, Confort, Lancrans, Montanges, Saint-Germain-de-Joux, Villes, Le Poizat-Lalleyriat és Haut-Valromey községekkel határos.

## Népesség
A település népessége az elmúlt években az alábbi módon változott:
| Lakosok száma | 3173 | 3448 | 3656 | 3694 | 3923 |
|               | 2013 | 2015 | 2016 | 2017 | 2018 |